# ۵۱۲ (پیش از میلاد)
۵۱۲ (پیش از میلاد) ۵۱۲مین سال قبل از تقویم میلادی است.